# جيمس هنري ماريوت
جيمس هنري ماريوت (بالإنجليزية: James Henry Marriott)‏ (1799 - 25 أغسطس 1886) مدير مسرح في نيوزيلندا، وممثل، وفنان ترفيهي، وكاتب مسرحي، وكاتب أغاني، وأخصائي بصريات. ولد في لندن، ووصل إلى نيوزيلندا بعد ثلاث سنوات من تسوية منطقة ولنجتون. في ولنجتون، شارك في الإنتاج المسرحي في فندق السفينة والمسرح الأولمبي وبريتانيا سالون ورويال ليسيوم. لقد جعل نفسه مفيدًا في الأيام الأولى للمستوطنة من خلال نقش شواهد القبور ونقش الرسوم التوضيحية للصحف وعدسات طحن التلسكوبات. كان يدير مكتبة لبيع الكتب الموسيقية، وساهم في الحياة الاجتماعية والمدنية المنظمة في ولنجتون. في نيوزيلندا، كان أول منتج منتظم للمسرحيات، وكاتب مسرحي (عرض مسرحي لأول مرة مارسيلينا في عام 1848، وأول محترف للبصريات في هذا البلد يصنع تلسكوبًا. كان والد أليس ماريوت وجد جد ماريوت إدجار وإدغار والاس.